# Elecciones parlamentarias de Croacia de 2015
Las elecciones parlamentarias se celebraron en Croacia el 8 de noviembre de 2015. Para elegir a los 151 miembros del Parlamento de Croacia. Esta era la octava elección parlamentaria desde las, primeras elecciones libres y multipartidistas en 1990 y las primeras desde que Croacia se unió a la Unión Europea en 2013. La coalición de centro-izquierda Croacia está Creciendo, dirigida por el Primer ministro Zoran Milanović del SDP, estuvo desafiada por la Coalición Patriótica de centro-derecha dirigida por el HDZ y al mando de su presidente de partido Tomislav Karamarko, y también varias coaliciones políticas nuevas.
Las elecciones produjeron un parlamento colgado, con la coalición oficialista Croacia está Creciendo obteniendo 56 escaños en el parlamento. La coalición de oposición Coalición Patriótica ganó 56 escaños en Croacia y los tres escaños destinaron a los ciudadanos croatas que viven en el extranjero, ganando 59 asientos, técnicamente empatado con la coalición oficialista. El resultado fue un empate de fuerzas entre los 67 que apoyaban a la HR y los 59 del apoyo a la oposición. Esto dejó a Milanović a 9 escaños de una mayoría, mientras Karamarko necesitaba 17 escaños.
Se esperaba que el MOST, que ocupaba el tercer lugar, liderado por el alcalde de Metković, Božo Petrov, que ganó 19 escaños, fuera el factor decisivo en la formación del próximo gobierno de Croacia. Después de las elecciones Drago Prgomet del MOST declaró que ni Milanović ni Karamarko serían apoyados por el MOST para su elección como primer ministro y que el MOST decidirá quién encabezará el decimotercer gobierno de Croacia. Algunos dentro del MOST habían declarado que preferían la formación de un gobierno de unidad nacional compuesto por HDZ, SDP y MOST, aunque esto se consideró extremadamente improbable. El 11 de noviembre, el líder de la coalición patriótica Karamarko rechazó abiertamente la perspectiva de un gobierno HDZ-SDP-MOST. Esto fue seguido por más de 45 días de negociaciones entre las tres coaliciones.
El 22 de diciembre se afirmó que Croacia está Creciendo formaría un gobierno con MOST, sin embargo, el 23 de diciembre, MOST decidió apoyar a un gobierno con HDZ. La coalición fue apoyada además por Milan Bandić 365 y dos representantes minoritarios independientes, lo que les dio una escasa mayoría de 78 escaños en el Parlamento, dos más que los 76 escaños requeridos. Nominaron a un hombre de negocios croata-canadiense llamado Tihomir Orešković, que en general era desconocido para el público y que había pasado la mayor parte de su vida en Canadá, para ser el próximo primer ministro. Un nuevo gobierno finalmente asumió el cargo el 22 de enero de 2016, al igual que Orešković como el 11 ° Primer Ministro, después de un récord de 76 días de negociaciones.

## Antecedentes
Las elecciones generales de 2011 se llevaron a cabo el 4 de diciembre de 2011 y dieron como resultado la victoria de la coalición Kukuriku de centroizquierda liderada por el Partido Socialdemócrata y apoyada por el Partido Popular Croata (Demócratas Liberales), el Partido Croata de Pensionados y la Asamblea Democrática de Istria. El mayor partido de la oposición es la Unión Democrática Croata de centroderecha. Otros partidos de oposición más pequeños son los laboristas croatas: el Partido Laborista y la Alianza Democrática Croata de Eslavonia y Baranja.
La séptima Asamblea anterior del Parlamento de Croacia se disolvió el 28 de septiembre de 2015, y posteriormente se encomendó a la Presidenta de Croacia, Kolinda Grabar-Kitarović, la programación de las elecciones un domingo dentro de los 60 días posteriores a la disolución

## Sistema electoral
Las elecciones estuvieron aguantadas en 10 distritos electorales Croacia de interior cada cual con un número aproximadamente igual de registró votantes y 14 asientos, supplemented por uno distrito electoral para los ciudadanos croata que viven en el extranjero (3 asientos), y uno distrito electoral para minorías nacionales (8 asientos). Los partidos o las alianzas tuvieron que pasar un 5% umbral en cada distrito electoral para cualificar para asientos, el cual era entonces distribuido proporcionalmente entre las listas cualificadas que utilizan el D'Hondt método. Cuando los votantes estuvieron dejados para seleccionar ambos una lista y un candidato de él, el ranking de los candidatos en la lista era superseded por selección de votante wherever los candidatos conseguían al menos 10% de los votos de la lista.

### Enmiendas de ley electoral
En febrero de 2015, el parlamento croata votó para enmendar las reglas electorales del país introduciendo una serie de cambios, más importante introduciendo un elemento de votación preferencial permitiendo que la selección de candidatos funcione como un sistema de lista más abierto para candidatos que reciben un mínimo de 10%, manteniendo lista de clasificación para aquellos que no cumplen con esta cuota. Además, hubo varios otros cambios, incluida una cuota de género, la prohibición de la ejecución de delincuentes condenados, nuevas normas para supervisar las elecciones, cambios en la forma en que medi cubre las elecciones, etc. La propuesta provino del gobernante Partido Social Demócrata y varios otros cambios menores La oposición salió del Parlamento y no participó en el proceso de votación. Sin embargo, el 25 de septiembre de 2015, el Tribunal Constitucional de Croacia dictaminó que algunos de los cambios a la ley electoral eran inconstitucionales, incluida la prohibición de delincuentes condenados por el uso indebido de un cargo, mientras se mantiene esta prohibición de otros delitos, una cuota de la lista electoral de 40% de candidatos de cada género y la obligación de reunir 1.500 firmas para que un partido político se postule en un distrito electoral.

## Resultados

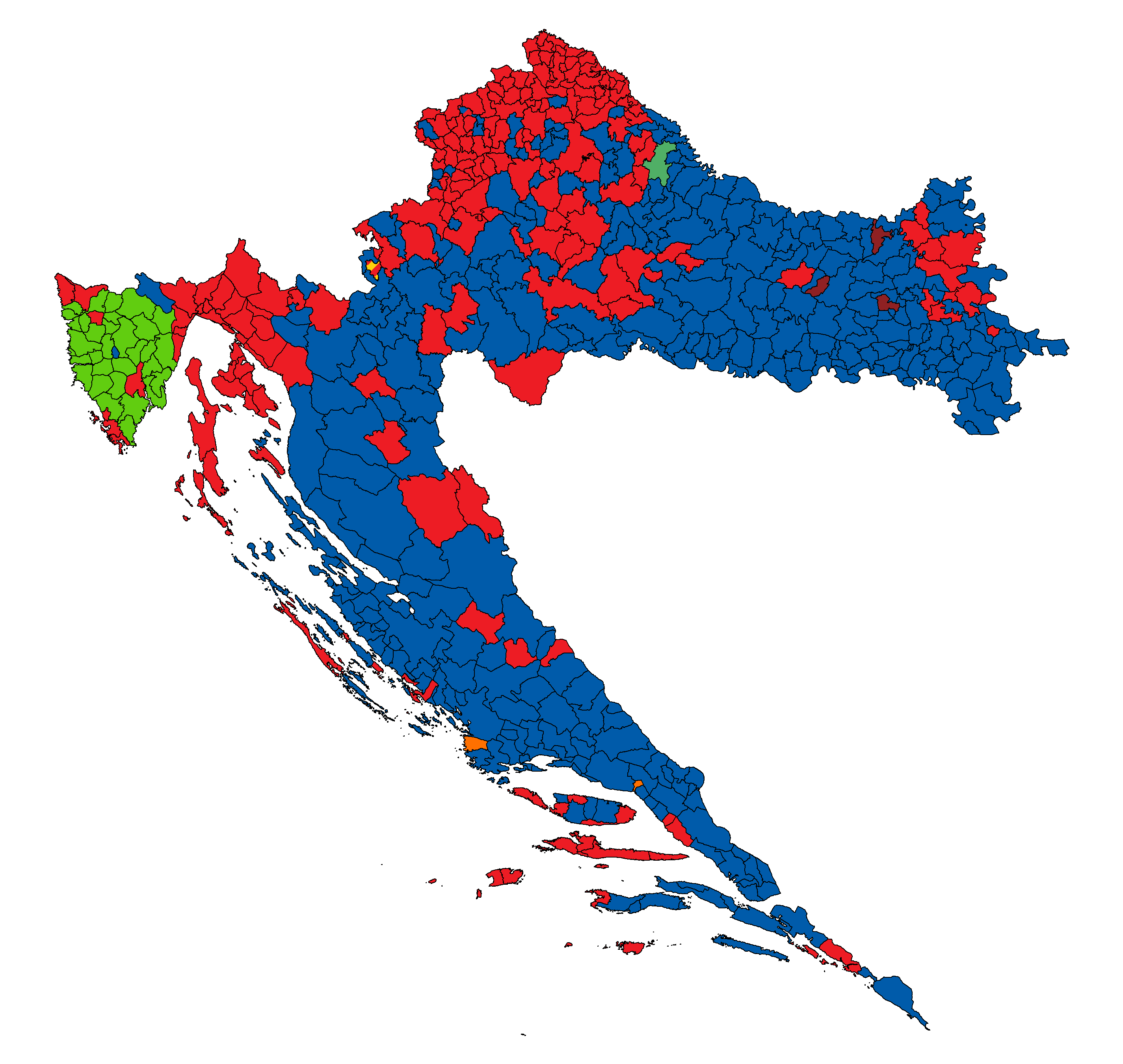
Resultados de la elección basada en la mayoría de votos en cada municipio de Croacia

El 9 de noviembre de 2015, la Comisión Electoral del Estado publicó solo los resultados oficiales provisionales del 99.9% de las mesas de votación regulares porque las elecciones se repitieron en 7 colegios electorales debido a irregularidades en el día de las elecciones. Los resultados finales se anunciaron el 24 de noviembre.
La Coalición Patriótica de centro-derecha ganó 59 escaños, mientras que la coalición de centro-izquierda Croacia está Creciendo obtuvo 56 escaños, el partido de centro Puente de Listas Independientes ganó 19, el partido centro-izquierda Asamblea Democrática de Istria ganó 3, la derecha de la Alianza Democrática Croata de Eslavonia y Baranja y el centro Milan Bandić 365 - El Partido del Trabajo y la Solidaridad 2 cada uno, el Bloqueo Humano y los Reformistas uno cada uno. En cuanto a los 8 escaños de los representantes de las minorías, 3 van a Croacia está Creciendo porque esos representantes son miembros del partido HNS o su club parlamentario, mientras que el Partido Serbio Democrático Independiente que ganó 3 escaños confirmó que negociará con Croacia está Creciendo. Además, la Asamblea Democrática de Istria también confirmó que negociaría solo con Croacia está Creciendo.
Las minorías nacionales eligieron 8 representantes a través de un sistema de elección separado: Milorad Pupovac (75,9% de los votos), Mile Horvat (59,2%) y Mirko Rašković (54,4%) para la minoría nacional serbia, Sándor Juhász (50, 2%) para la minoría húngara, Furio Radin (65,8%) para la minoría italiana, Vladimir Bilek (75,7%) para las minorías checa y eslovaca, Veljko Kajtazi (41,4%) para la austriaca, búlgara, Alemanas, judías, polacas, romaníes, rumanas, rusas, turcas, ucranianas, minorías valacas y Ermina Lekaj Prljaskaj (21,1%) para las minorías albanesa, bosnia, macedonia, montenegrina y eslovena.

### Resultados
|  | 33.46 % |

|  | 32.31 % |

|  | 13.51 % |

|  | 4.24 % |

|  | 3.32 % |

|  | 1.83 % |

|  | 1.74 % |

|  | 1.54 % |

|  | 1.36 % |

|  | 6.69 % |

|  | 98.29 % |

|  | 1.71 % |

|  | 100.00 % |

|  | 60.82 % |

### Distribución de asientos por distritos electorales
| Distrito / de partido  | I | II | III | IV | V | VI | VII | VIII | IX | X | XI | XII |
| ---------------------- | - | -- | --- | -- | - | -- | --- | ---- | -- | - | -- | --- |
| Coalición Patriótica   | 4 | 6  | 4   | 6  | 8 | 5  | 5   | 3    | 8  | 7 | 3  | —   |
| Croacia está Creciendo | 7 | 5  | 8   | 5  | 4 | 6  | 6   | 7    | 4  | 4 | —  | —   |
| MOST                   | 3 | 2  | 1   | 1  | 2 | 2  | 2   | 1    | 2  | 3 | 0  | —   |
| IDS+PGS+RI             | — | —  | —   | —  | — | —  | —   | 3    | —  | — | —  | —   |
| Bandić 365             | 0 | 1  | 0   | 0  | 0 | 1  | 0   | 0    | 0  | 0 | 0  | —   |
| HDSSB                  | — | —  | —   | 2  | 0 | —  | —   | —    | —  | — | —  | —   |
| Bloqueo Humano         | 0 | 0  | 0   | 0  | 0 | 0  | 1   | 0    | 0  | 0 | —  | —   |
| Croacia exitosa        | 0 | 0  | 1   | 0  | 0 | 0  | 0   | 0    | 0  | 0 | 0  | —   |
| Minorías étnicas       | — | —  | —   | —  | — | —  | —   | —    | —  | — | —  | 8   |

## Formación de gobierno
De acuerdo con los resultados oficiales, la gobernante Croacia es coalición creciente ganó 56 escaños, que ascienden a 59 debido a la coalición con el IDS. El grupo de oposición Coalición Patriótica y el MOST fueron los grupos políticos más votados tras Croacia está Creciendo. El MOST declaró que no entraría en coalición con ninguno de los dos bloques más votados y en su lugar presentará su propio candidato a primer ministro. El 12 de noviembre, el diputado Drago Prgomet fue expulsado del partido por mantener conversaciones privadas con el primer ministro Zoran Milanović sin el conocimiento de otros miembros de la dirección del partido.
Había cuatro resultados posibles: que el HDZ formara una coalición con el MOST, que el SDP formara una coalición con el MOST, otro que se hubiera formando una coalición entre el HDZ y el SDP, y otra que se llamara a nuevas elecciones. Jutarnji Informó que Milanović era el más cercano a lograr los 76 asientos necesarios para una mayoría en parlamento, a diferencia de Tomislav Karamarko que obtuvo el soporte del IDS y ocho escaños por las minorías nacionales. El partido regional HDSSB fue considerado muy improbable como apoyo de un gobierno de la Coalición Patriótica debido a la enemistad en el nivel local (a pesar de que son ideológicamente cercanos), pero podría haber apoyado a Croacia está Creciendo en un gobierno de minoría. La primera ronda de charlas para la formación del gobierno, empezaron el 26 noviembre en el palacio Presidencial, con ninguno de los dirigentes de los partidos pudieron presentar que tenían el apoyo de los 76 escaños necesarios para la mayoría. La presidenta Kolinda Grabar-Kitarović, tras el fracaso de la primera ronda de negociaciones, llamó a nuevas charlas de negociaciones para el 7 de diciembre. El 27 de noviembre, Milanović ofreció el cargo de Presidente del Parlamento al Presidente del MOST, Božo Petrov, quien declinó declarar que no estaba interesado en ocupar un puesto, sino que primero se acordaron las reformas. El 23 de diciembre, la Coalición Patriótica, el MOST, Milán Bandić 365 - Coalición Laboral y Solidaria y dos representantes de las minorías (Ermina Lekaj-Prljaskaj y Mirko Rašković) acordaron que el candidato independiente Tihomir Orešković sería designado como primer ministro. Orešković presentó las 78 firmas de apoyar a Grabar-Kitarović, quien le dio la tarea de formar un gobierno nuevo y llamó a un segundo intento de constituir el parlamento para 28 diciembre. La confirmación del gabinete para ser dirigido por Tihomir Orešković tuvo lugar el 22 de enero de 2016. Después de 14 horas de debate parlamentario, el gobierno nuevo se mantuvo con una mayoría de 83 escaños de 151 representantes parlamentarios. Zoran Milanović entregó el cargo Primer ministro a Tihomir Orešković a las 23:55 p. m. del mismo día. Esto acabó un récord de 76 días de negociaciones que empezaron el 9 de noviembre de 2015.